# 에다 망나손
에다 망나손(Edda Magnason, 1984년 8월 22일 ~ )은 스웨덴의 싱어송라이터, 배우이다. 영화 《왈츠 포 모니카》의 모니카 세텔룬드 역을 연기해, 제49회 굴드바게상에서 여우주연상을 수상했다.

## 음반 목록
- Edda Magnason (2010)
- Goods (2011)
- Woman Travels Alone (2014)